# Trench-coat
Pour les articles homonymes, voir Trench (homonymie).
Le trench-coat (ou simplement trench ; littéralement : manteau de tranchée) est un manteau imperméable descendant généralement jusqu'aux mollets, utilisé par plusieurs armées pendant la Première Guerre mondiale et la Seconde Guerre mondiale. 
Les trench-coats sont désormais fabriqués dans une toile souple et résistante (coton, cuir, coutil, popeline, microfibres), avec une doublure détachable (selon la température)[réf. nécessaire]. Souvent, les trench-coats ont dix boutons, ils sont croisés, et les couleurs sont ocre, kaki, beige ou noir. Les trench-coats ont souvent des bandes de tissu à l'intérieur pour se fixer aux jambes et mieux coller au corps, les manches de type raglan avec des pattes de serrage aux poignets et des pattes d'épaulettes (pour y fixer des galons, ou accessoirement y mettre des gants de cuir, un chapeau ou maintenir la sangle d'un sac). 
Bien qu'à l'origine ce vêtement fût masculin, il est aussi porté par les femmes.

## Histoire

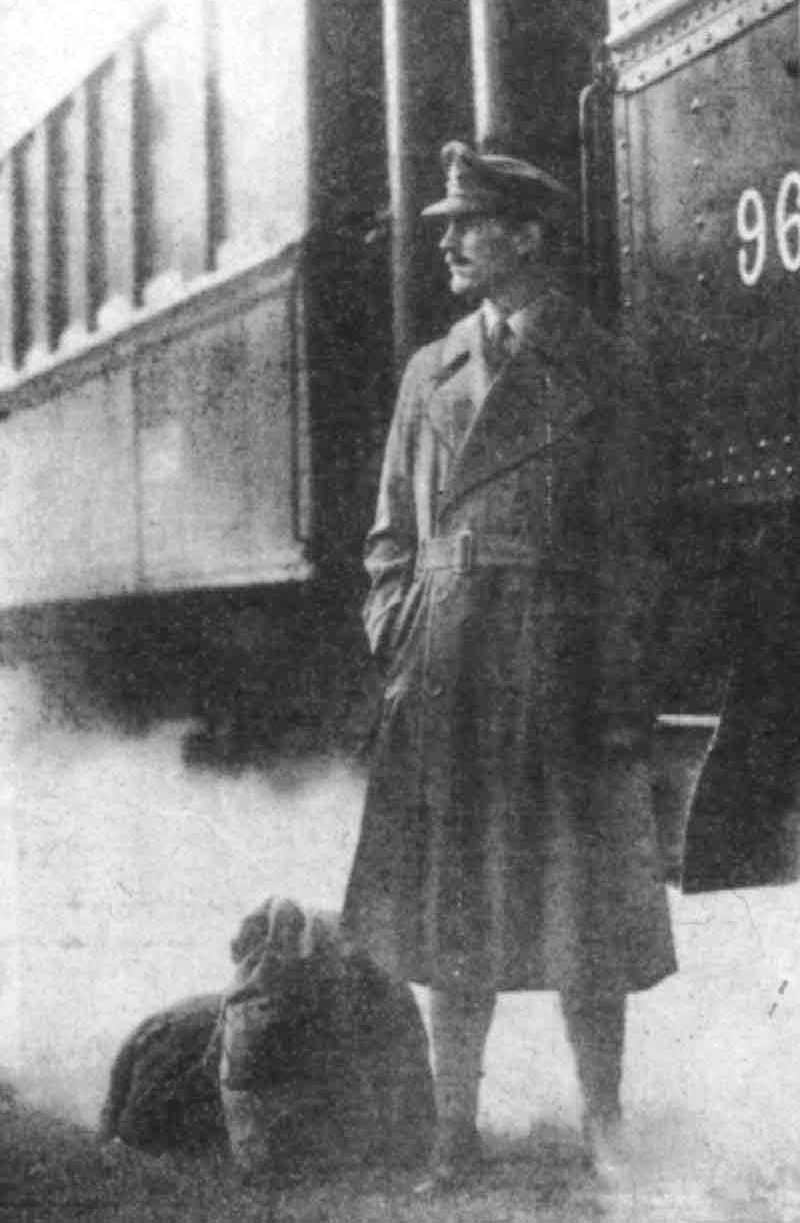
Un trench-coat de la Première Guerre mondiale.

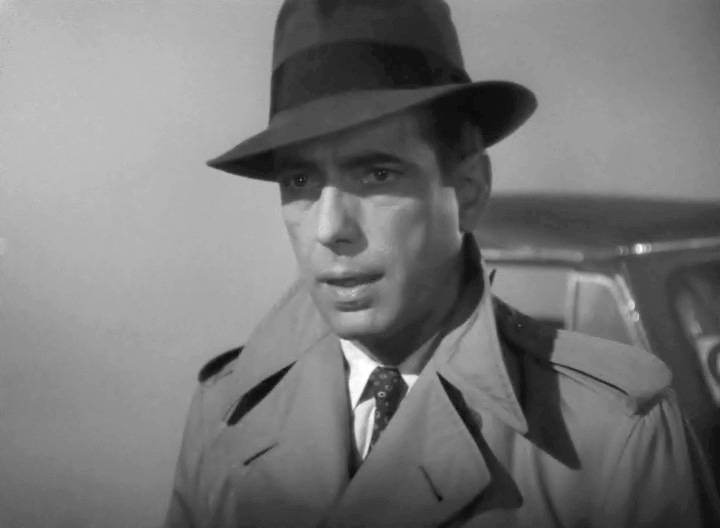
L'acteur américain Humphrey Bogart avec un trench-coat et un chapeau fedora dans le film Casablanca (1942).

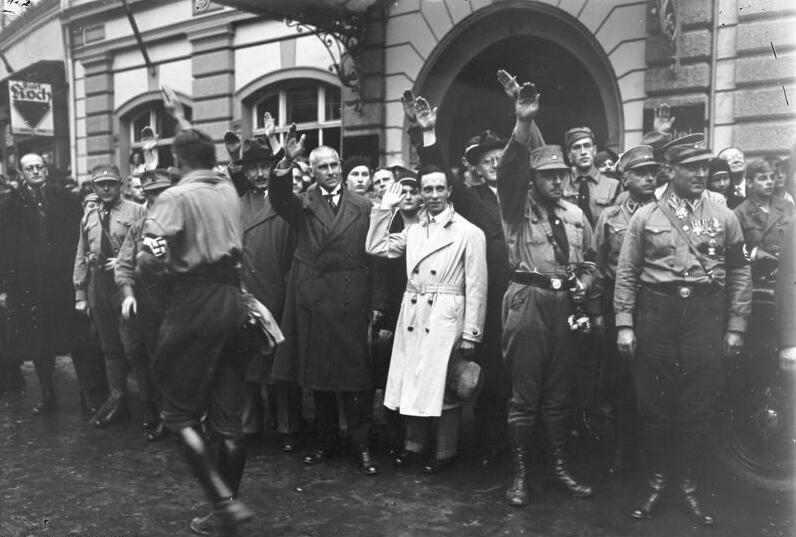
Défilé de la SA à Weimar en 1930. En trench-coat blanc au centre, le futur ministre de la Propagande allemande de l'Allemagne nazie, Joseph Goebbels salue de la main ; à sa droite le futur ministre de l'Intérieur Wilhelm Frick.

Le trench-coat descend des manteaux lourds de serge portés par les soldats anglais et français pendant la Première Guerre mondiale. Le premier trench-coat fut dessiné par Thomas Burberry en 1914, pour répondre à la commande par l’armée d'un modèle de manteau imperméable pour les officiers mieux adapté au combat et aux intempéries caractéristiques du théâtre des opérations en Belgique et dans le Nord de la France (d'où son nom, qu'on traduit par « manteau de tranchée »). Il reprend le design des anciens manteaux d'officiers britanniques qu'il avait lui-même dessiné 13 ans auparavant pour le War Office, et il y rajoute des épaulettes et des anneaux en métal : le trench-coat est né.
Pendant la Seconde Guerre mondiale, le trench-coat faisait partie de l'équipement des soldats et des officiers, surtout dans les forces armées des États-Unis, mais également pour les forces armées du Royaume-Uni, de l'Allemagne nazie et de l’Union soviétique. Il était cependant souvent remplacé par des manteaux plus courts, comme le « smock » ou le « field jacket », parce que les manteaux courts facilitent la mobilité au combat.

## Cinéma, télévision, et bandes dessinées

### Cinéma et télévision
Les trench-coats furent popularisés par plusieurs films, où ils devinrent un aspect caractéristique d'un détective ou d'une atmosphère film noir en particulier avec Humphrey Bogart. 
Dans Le Samouraï (1967), Alain Delon porte un trench-coat caractéristique.
Le dixième docteur et le quatorzième docteur de la série britannique Doctor Who, tous deux joués par David Tennant, portent un trench-coat (brun puis bleu). Dans la trilogie des films The Matrix, les êtres humains comme Néo  et Morpheus portent des trench-coats lorsqu’ils vont dans la matrice. Le vampire Spike dans la série Buffy contre les vampires porte un trench-coat en cuir; de même que l'ange Castiel portant un trench-coat beige dans Supernatural. De plus, dans les séries Derrick et Columbo, les inspecteurs de la police criminelle sont dotés très souvent d'un trench coat. Dans X-Files, Mulder et Scully portent également souvent un trench-coat.
Le personnage de Halsey, le héros du film d'animation fantastique Panique aux Temps par Kyle Newman et Graham Annable (en), un espion aux chéveux brun portant un trench-coat bleu, tout comme Mary Poppins dans le film Le Retour de Mary Poppins.

### Bande dessinées
John Constantine du comics Hellblazer porte souvent un trench-coat. 
Quelques personnages de la bande dessinée X-Men, comme Gambit, portent des trench-coats. Le personnage Jack Palmer est constamment vêtu d'un trench-coat froissé trop grand pour lui. Plusieurs des personnages du film Sin City portent des trench-coats, ainsi que Tintin dans la bande-dessinée éponyme. Ce dernier en possède deux, un avec ceinture et l'autre sans mais ils sont tous les deux beiges. Dans le film The Crow, le personnage d'Éric Draven (joué par Brandon Lee) porte un trench-coat. Le personnage de Silent Bob (joué et créé par Kevin Smith) porte toujours son trench-coat vert. Dans les films Underworld, des vampires portent souvent des trench-coats.

## Mode
Après la Seconde Guerre mondiale, le trench-coat était souvent porté comme un vêtement par des civils lors des années 1950 et 1960. Dans les années 1960 et 1970, Yves Saint Laurent en fait un élément récurrent de ses collections de prêt-à-porter rive gauche. Vers la fin des années 1970, le trench-coat est devenu un article de mode pour le style punk. Ensuite, lors des années 1980 et 1990, le trench-coat est devenu aussi un vêtement populaire parmi les amateurs des musiques et styles gothique, industrial, et metal.
Le trench-coat, surtout le trench-coat noir, fait partie de la mode gothique et les éléments liés à l'apparence physique associés au mouvement gothique[réf. souhaitée].
La mode indus (« industrial » en anglais) des années 1990, associée à la musique des groupes comme Front 242, utilise parfois des styles martiaux influencés par les uniformes authentiques ou des copies d'uniformes, y compris le trench-coat. Aussi, les amateurs du style indus portaient-ils des bottes type « ranger » et les vêtements pour le combat urbain, avec le camouflage gris.
De nos jours, le trench-coat est également un vêtement basique du vestiaire masculin, ou féminin surtout puisque popularisé par Burberry, mais également proposé chez Dior, Balenciaga, Paul Smith, ou Tommy Hilfiger spécifiquement pour leur clientèle homme.

## Manteaux semblables
Le cache-poussière (« duster » en anglais) est un manteau avec une cape dans le dos, plus ou moins longue. Ils furent popularisés au far-west des États-Unis, portés par les cow boys[réf. nécessaire], généralement marron ou crème. Lors des années 1990, les amateurs de musique gothique commençaient à porter des cache-poussières noirs.
Le manteau Mackintosh, aussi appelé Mac, est un manteau de pluie inventé par Charles Mackintosh au XIXe siècle utilisant un textile à base de caoutchouc. Il est à l’origine doublé d’une cape sur le torse pour assurer une meilleure protection du haut du corps. 